# Quốc hội Việt Nam khóa XIII
Quốc hội Việt Nam khóa XIII (nhiệm kỳ 2011-2016) có 500 đại biểu, được bầu vào ngày 22 tháng 5 năm 2011 . Kỳ họp đầu tiên được tổ chức vào 21 tháng 7 đến 6 tháng 8 năm 2011.

## Danh sách các đại biểu quốc hội

### Danh sách các lãnh đạo cấp cao
Chủ tịch
- Nguyễn Sinh Hùng (đến ngày 31 tháng 3 năm 2016), Ủy viên Bộ Chính trị Ban Chấp hành Trung ương Đảng Cộng sản Việt Nam (đến ngày 27 tháng 1 năm 2016)
- Nguyễn Thị Kim Ngân (từ ngày 31 tháng 3 năm 2016), Ủy viên Bộ Chính trị Ban Chấp hành Trung ương Đảng Cộng sản Việt Nam

Phó Chủ tịch
- Bà Tòng Thị Phóng, sinh năm 1954; Trưởng ban Dân vận Trung ương.
- Ông Uông Chu Lưu, sinh năm 1955; Chủ tịch Hội đồng khoa học của Ủy ban Thường vụ Quốc hội, nguyên Bộ trưởng Bộ Tư pháp Việt Nam
- Bà Nguyễn Thị Kim Ngân (đến ngày 31 tháng 3 năm 2016), sinh năm 1954; nguyên bộ trưởng Bộ Lao động - Thương binh và Xã hội (Việt Nam)
- Ông Huỳnh Ngọc Sơn (đến ngày 02 tháng 4 năm 2016) sinh năm 1951.
- Ông Phùng Quốc Hiển (từ ngày 04 tháng 4 năm 2016).
- Ông Đỗ Bá Tỵ (từ ngày 04 tháng 4 năm 2016).

### Cơ cấu thành phần của Quốc hội
- Phụ nữ:                                122 (24,4%)
- Đại biểu trẻ tuổi (dưới 40 tuổi):      61 (12,2%) (đại biểu trẻ nhất: 25 tuổi)
- Đại biểu có trình độ Đại học:      263 (52,6%)
- Đại biểu có trình độ trên Đại học: 228 (45,6%)
- Đại biểu tự ứng cử:                    04 (0,8%)
- Đại biểu chuyên trách Trung ương:      91 (18,2%)
- Đại biểu chuyên trách Địa phương:      63 (12,6%)
- Đại biểu tham gia QH lần đầu:          333 (66,6%)
- Ngoài Đảng:                            42 (8,4%)
- Dân tộc thiểu số:                      78 (15,6%)
- Tôn giáo:                              06 (1,2%) [1]

## Các kỳ họp Quốc hội

### Kỳ họp thứ 6 (21/10 - 29/11/2013)
Tại kỳ họp này, Quốc hội đã thông qua Hiến pháp 2013 vào ngày 28/11/2013 với tỷ lệ biểu quyết: 97,59%.

Trong đó, tổng số ĐBQH có mặt, biểu quyết: 488, chiếm tỷ lệ 97,99%; tổng số ĐBQH tán thành: 486; chiếm tỷ lệ 97, 59%; số ĐBQH không tán thành: 0; số ĐBQH không biểu quyết: 2, chiếm tỷ lệ 0,4%.

### Kỳ họp thứ 11 (21/03 - 12/04/2016)
Tại Đại hội Đảng lần thứ XII tháng 1/2016, cả Chủ tịch Quốc hội Nguyễn Sinh Hùng, Chủ tịch nước Trương Tấn Sang, Thủ tướng Chính phủ Nguyễn Tấn Dũng đều không tham gia Ban Chấp hành Trung ương, Bộ Chính trị khóa mới. Vì vậy, tại kỳ họp cuối cùng của Quốc hội khóa XIII vào tháng 3 năm 2016, Quốc hội đã tiến hành bỏ phiếu miễn nhiệm các chức danh Chủ tịch Quốc hội, Chủ tịch nước và Thủ tướng Chính phủ trước khi kết thúc nhiệm kỳ và tiến hành bầu mới ngay sau đó. Như vậy, nhiệm kỳ Quốc hội khóa XIII có 2 Chủ tịch Quốc hội, 2 Chủ tịch nước và 2 Thủ tướng Chính phủ. Việc bầu lại các chức danh ngay cuối nhiệm kỳ dẫn đến nhiều ý kiến cho rằng mâu thuẫn với Điều 87 và Điều 97 của Hiến pháp: "Nhiệm kỳ của Chính phủ, Chủ tịch nước theo nhiệm kỳ của Quốc hội". Tuy nhiên, theo Điều 70 chương V: Quốc hội Hiến pháp quy định Quốc hội có nhiệm vụ và quyền hạn:
"7. Bầu, miễn nhiệm, bãi nhiệm Chủ tịch nước, Phó Chủ tịch nước, Chủ tịch Quốc hội, Phó Chủ tịch Quốc hội, Ủy viên Uỷ ban thường vụ Quốc hội, Chủ tịch Hội đồng dân tộc, Chủ nhiệm Ủy ban của Quốc hội, Thủ tướng Chính phủ, Chánh án Toà án nhân dân tối cao, Viện trưởng Viện kiểm sát nhân dân tối cao, Chủ tịch Hội đồng bầu cử quốc gia, Tổng Kiểm toán nhà nước, người đứng đầu cơ quan khác do Quốc hội thành lập; phê chuẩn đề nghị bổ nhiệm, miễn nhiệm, cách chức Phó Thủ tướng Chính phủ, Bộ trưởng và thành viên khác của Chính phủ, Thẩm phán Tòa án nhân dân tối cao; phê chuẩn danh sách thành viên Hội đồng quốc phòng và an ninh, Hội đồng bầu cử quốc gia.
Sau khi được bầu, Chủ tịch nước, Chủ tịch Quốc hội, Thủ tướng Chính phủ, Chánh án Tòa án nhân dân tối cao phải tuyên thệ trung thành với Tổ quốc, Nhân dân và Hiến pháp".
Vì vậy, việc bầu mới các chức danh của Quốc hội, Nhà nước và Chính phủ ngay trong nhiệm kỳ khóa XIII hoàn toàn phù hợp với Hiến pháp.